# Liste des législatures luxembourgeoises
Cette page dresse une liste des législatures luxembourgeoises.
La législature est la période pour laquelle sont élus les députés. Elle a en principe une durée de cinq ans à moins qu'il n'y ait d'élections anticipées. À l'origine, la durée de leur mandat était de six ans, et tous les trois ans, la moitié du Parlement était renouvelée. En 1956, une révision de la Constitution décide du renouvellement intégral de la Chambre des députés tous les cinq ans.

## Liste des législatures
| Législature                       | Période                                | Élection                                                       | Gouvernement                                   |
| --------------------------------- | -------------------------------------- | -------------------------------------------------------------- | ---------------------------------------------- |
| Assemblée des États (1841-1848)   |                                        |                                                                |                                                |
| 1re législature                   | du 7 juin 1842 au 26 juin 1847         | Sans Législatives de 1845                                      |                                                |
| Assemblée constituante (1848)     |                                        |                                                                |                                                |
|                                   | du 25 avril 1848 au 31 juillet 1848    | Législatives d'avril 1848                                      |                                                |
| Chambre des députés (1848-1856)   |                                        |                                                                |                                                |
| 2e législature                    | du 3 octobre 1848 au 19 mai 1854       | Législatives de sept. 1848 Législatives de 1851                | La Fontaine Willmar Simons                     |
| 3e législature                    | du 21 juin 1854 au 29 novembre 1856    | Législatives de 1854                                           | Simons                                         |
| Assemblée des États (1856-1868)   |                                        |                                                                |                                                |
| 4e législature                    | du 30 novembre 1857 au 15 janvier 1863 | Législatives de 1857 Législatives de 1860                      | Simons Tornaco                                 |
| 5e législature                    | du 28 octobre 1863 au 19 mars 1869     | Législatives de 1863 Législatives de 1866 Législatives de 1868 | Tornaco Servais                                |
| Chambre des députés (1868-1918)   |                                        |                                                                |                                                |
| 6e législature                    | du 3 mai 1870 au 1875                  | Législatives de 1869 Législatives de 1872                      | Servais Blochausen                             |
| 7e législature                    | du 1875 au 1881                        | Législatives de 1875 Législatives de 1878                      | Blochausen                                     |
| 8e législature                    | du 1881 au 1887                        | Législatives de 1881 Législatives de 1884                      | Blochausen Thilges Eyschen                     |
| 9e législature                    | du 1887 au 1893                        | Législatives de 1887 Législatives de 1890                      | Eyschen                                        |
| 10e législature                   | du 1893 au 1899                        | Législatives de 1893 Législatives de 1896                      | Eyschen                                        |
| 11e législature                   | du 1899 au 1905                        | Législatives de 1899 Législatives de 1902                      | Eyschen                                        |
| 12e législature                   | du 1905 au 1911                        | Législatives de 1905 Législatives de 1908                      | Eyschen                                        |
| 13e législature                   | du 1911 au 10 novembre 1915            | Législatives de 1911 Législatives de 1914                      | Eyschen Mongenast Loutsch                      |
| 14e législature                   | du 11 janvier 1916 au 1918             | Législatives de 1915                                           | Loutsch Thorn Kauffman                         |
| Assemblée constituante (1918)     |                                        |                                                                |                                                |
|                                   | du 27 août 1918 au 1918                | Constituantes de 1918                                          | Kauffman Reuter                                |
| Chambre des députés (1919-1945)   |                                        |                                                                |                                                |
| 15e législature                   | du 1919 au 28 janvier 1925             | Législatives de 1919 Législatives de 1922                      | Reuter                                         |
| 16e législature                   | du 26 mars 1925 au 1931                | Législatives de 1925 Législatives de 1928                      | Prüm Bech                                      |
| 17e législature                   | du 1931 au 1937                        | Législatives de 1931 Législatives de 1934                      | Bech                                           |
| 18e législature                   | du 1937 au 22 octobre 1940             | Législatives de 1937 Législatives de 1940                      | Dupong-Krier                                   |
| Assemblée consultative (1945)     |                                        |                                                                |                                                |
|                                   | du 20 mars 1945 au 16 août 1945        | Sans                                                           | Libération                                     |
| Chambre des députés (depuis 1945) |                                        |                                                                |                                                |
| 19e législature                   | du 6 novembre 1945 au 1951             | Législatives de 1945 Législatives de 1948                      | Union nationale Dupong-Schaus                  |
| 20e législature                   | du 10 juillet 1951 au 1954             | Législatives de 1951                                           | Dupong-Bodson Bech-Bodson                      |
| 21e législature                   | du 6 juillet 1954 au 19 décembre 1958  | Législatives de 1954                                           | Bech-Bodson Frieden                            |
| 22e législature                   | du 5 mars 1959 au 6 mai 1964           | Législatives de 1959                                           | Werner-Schaus I                                |
| 23e législature                   | du 21 juillet 1964 au 4 novembre 1968  | Législatives de 1964                                           | Werner-Cravatte                                |
| 24e législature                   | du 5 février 1969 au 17 mai 1974       | Législatives de 1968                                           | Werner-Schaus II                               |
| 25e législature                   | du 27 juin 1974 au 23 mai 1979         | Législatives de 1974                                           | Thorn-Vouel-Berg                               |
| 26e législature                   | du 6 juillet 1979 au 8 juin 1984       | Législatives de 1979                                           | Werner-Thorn-Flesch                            |
| 27e législature                   | du 16 juillet 1984 au 12 juin 1989     | Législatives de 1984                                           | Santer-Poos I                                  |
| 28e législature                   | du 18 juillet 1989 au 5 juin 1994      | Législatives de 1989                                           | Santer-Poos II                                 |
| 29e législature                   | du 18 juillet 1994 au 8 juin 1999      | Législatives de 1994                                           | Santer-Poos III Juncker-Poos I Juncker-Poos II |
| 30e législature                   | du 13 juillet 1999 au 6 juin 2004      | Législatives de 1999                                           | Juncker-Polfer                                 |
| 31e législature                   | du 13 juillet 2004 au 7 juin 2009      | Législatives de 2004                                           | Juncker-Asselborn I                            |
| 32e législature                   | du 8 juillet 2009 au 6 octobre 2013    | Législatives de 2009                                           | Juncker-Asselborn II                           |
| 33e législature                   | du 13 novembre 2013 au 30 octobre 2018 | Législatives de 2013                                           | Bettel-Schneider                               |
| 34e législature                   | depuis le 30 octobre 2018              | Législatives de 2018                                           | Bettel-Schneider-Braz                          |